# Pithecellobium
Genre
Classification phylogénétique
Pithecellobium est un genre de plantes à fleurs de la famille des Fabacées et de la sous-famille Mimosoideae. Le nombre d'espèces dans le genre est discuté, mais aujourd'hui probablement moins de 40. Ce sont des arbres ou des arbustes, tropicaux ou subtropicaux, trouvés aux Amériques.

## Liste des espèces
Selon Catalogue of Life (24 juillet 2017) :
- Pithecellobium albicaule Britton & Rose
- Pithecellobium alexandri
- Pithecellobium asplenifolium
- Pithecellobium bahamense Northr.
- Pithecellobium benthamianum Miq.
- Pithecellobium bertolonii Benth.
- Pithecellobium bifoliolatum (author)
- Pithecellobium bijugatum Schery
- Pithecellobium bipinnatum L.Rico
- Pithecellobium brownii Standl.
- Pithecellobium caesalpinioides Standl.
- Pithecellobium campechense Lundell
- Pithecellobium candidum (Kunth)Benth.
- Pithecellobium circinale (L.)Benth.
- Pithecellobium concinnum Pittier
- Pithecellobium cordifolium Morong & Britton
- Pithecellobium cynodonticum Barneby & J.W.Grimes
- Pithecellobium decandrum Ducke
- Pithecellobium discolor Britton
- Pithecellobium diversifolium Benth.
- Pithecellobium domingense Alain
- Pithecellobium dulce (Roxb.)Benth.
- Pithecellobium elegans Ducke
- Pithecellobium excelsum (Kunth)Mart.
- Pithecellobium filipes (Vent.)Benth.
- Pithecellobium flavovirens Britton
- Pithecellobium furcatum Benth.
- Pithecellobium glaucescens Pittier
- Pithecellobium guaraniticum Chodat & Hassl.
- Pithecellobium guaricense Pittier
- Pithecellobium guatemalense (Record)Standl.
- Pithecellobium gummiferum Mart.
- Pithecellobium halogenes Standl.
- Pithecellobium histrix (A.Rich.)Benth.
- Pithecellobium hymenaeafolium (Willd.)Benth.
- Pithecellobium incuriale
- Pithecellobium insigne Micheli
- Pithecellobium johansenii Standl.
- Pithecellobium keyense Coker
- Pithecellobium laetum (Poepp.)Benth.
- Pithecellobium lanceolatum (Willd.)Benth.
- Pithecellobium larensis Cárdenas
- Pithecellobium latifolium
- Pithecellobium leucosericeum A.R.Molina
- Pithecellobium longipendulum Forero & A.H.Gentry
- Pithecellobium macrandrium Donn.Sm.
- Pithecellobium maestrense Urb.
- Pithecellobium mataybifolium Sandwith
- Pithecellobium micradenium Benth.
- Pithecellobium microchlamys Pittier
- Pithecellobium mucronatum Coker
- Pithecellobium multiflorum
- Pithecellobium nicoyanum (Britton & Rose)Niezgoda & Nevling
- Pithecellobium oblongum Benth.
- Pithecellobium pachypus Pittier
- Pithecellobium peckii S.F.Blake
- Pithecellobium pistaciifolium Standl.
- Pithecellobium platycarpum Merr.
- Pithecellobium roseum
- Pithecellobium rufescens
- Pithecellobium salutare Benth.
- Pithecellobium seleri Harms
- Pithecellobium spinulosum Pittier
- Pithecellobium steyermarkii Schery
- Pithecellobium striolatum Urb.
- Pithecellobium tenue Craib
- Pithecellobium unguis-cati (L.)Benth.
- Pithecellobium velutinum Britton & Rose
- Pithecellobium vietnamense I.C.Nielsen